# Križna roža
Križna roža (nemško Kreuzblume, angleško Cross flower, rusko Krestotsvet) je naziv za okrasni element gotske in neogotske arhitekture v obliki štirih stiliziranih vejic ali listov, ki oblikujejo križ.  Motiv se pogosto pomnoži, tako da obstaja več primerov dvojnih križnih rož. 
Običajno se nahajajo na konici stolpa, fiale, timpanona ali okrasnega zatrepa. 
Ker so bili pogosto izdelani iz poroznega kamna, so redki ohranjeni v izvirni obliki, predvsem zaradi bogate kiparske oblike, pri kateri so bila nekatera mesta zelo stanjšana in perforirana in zato podvržena pokanju. Večinoma so ohranjeni le fragmenti.
Obe križni roži na glavnih stolpih stolnice v Kölnu sta oblikovani v neogotskem slogu,  postavljeni leta 1880, imata premer 6,40 m in sta visoki okoli 9,50 metra.
Kot kaže že ime, je vrh križne rože oblikovan kot cvet ali popek, kar ima simbolen pomen, ki se verjetno odraža v besedah sv. Terezije Avilske: Sinovi zemlje svojo ljubezen izražajo z rožami, Gospod pa, kot sporočilo svoje ljubezni, pošiljs trnje. Na ta način križ povezuje dva svetova: zemeljskega in nebeškega, ter združuje njuna nasprotja. 

## Galerija
- Risbe križnih rož, Franz Sales Meyer: ‘’Systematisch geordnetes Handbuch der Ornamenti’’, 1888.
- Križna roža, mestna hiša v Aachnu
- Križna roža Kölnske stolnice, 1881.
- Betonska kopija križne rože Kölnske stolnice
- Antoni Gaudi: Križna roža na vratarnici, Park Güell (1908 – 1915), Katalonija
- Antoni Gaudi: Križni roži[5] Sagrada familija, Barcelona